# XI Giochi dei piccoli stati d'Europa
Gli XI Giochi dei piccoli stati d'Europa si svolsero nel principato di Andorra dal 30 maggio al 4 giugno 2005.

## Programma

### Sedi di gara
Andorra la Vella
- Stadio Comunale - Atletica leggera
- Palazzetto dello Sport - Pallacanestro
- Padiglione Serradells - Nuoto
- Club andorrano di Tiro - Tiro
- Parco Centrale - Beach Volley
- Centro sportivo dei Serradells - Pallavolo
- Circuito urbano - Ciclismo

Escaldes-Engordany
- Grande Padiglione Prat - Judo, Taekwondo

Encamp
- Palazzetto dello Sport - Tennistavolo

Sant Julià de Lòria
- Poligono La Rabassa - Tiro

La Massana
- Complesso Sportivo L'Aldosa - Tennis
- Ski Resort di Pale - Ciclismo

### Logo

Bagaleu, la mascotte dei Giochi

Il logotipo dei Giochi andorrani 2005 è stato disegnato da Marta Solà. Rappresenta sia Andorra che i Giochi. Il Paese organizzatore, diviso tra forti tradizioni e modernità, è rappresentato da elementi tipografici classici mescolati ad altri più moderni, come anche dalle forme dell'atleta, molto moderne ma allo stesso tempo che richiamano il lavoro tipici andorrani del taglialegna e del fabbro. I Giochi invece sono ovviamente rappresentati dallo stesso atleta e dalla fiamma che tiene in mano.

### Mascotte
Bagaleu è un gufo disegnato da una studentessa quindicenne, selezionato come mascotte dei Giochi andorrani, presentato il 20 ottobre 2004.

## I Giochi

### Cerimonie
La cerimonia d'apertura si è svolta al campo del Consell ("Consiglio" in catalano) di fronte a 5.000 spettatori e alla presenza del Presidente del CIO Jacques Rogge e del Presidente Onorario Juan Antonio Samaranch. Il Capo dello Stato e co-principe di Andorra Joan Enric Vives i Sicília ha dichiarato aperti gli XI Giochi dei Piccoli Stati d'Europa con una cerimonia a cui hanno partecipato 180 comparse e 270 bambini della durata di due ore. Il tema della cerimonia era il sogno di una ragazza che vuole partecipare ai Giochi. Fuochi d'artificio hanno concluso la cerimonia.
I portabandiera sono stati:
- Cipro - Chrysanthos Papachrysanthou (nuoto)
- Islanda - Bjorn Thorleifsson (taekwondo)
- Liechtenstein - Martina Walser (atletica leggera)
- Lussemburgo - Claude Godart (atletica leggera)
- Malta - William Chetcuti (tiro a volo)
- Monaco - Pierrick Solerieu (nuoto)
- San Marino - Clelia Tini (nuoto)
- Andorra - Montse Pujol (atletica leggera)

La cerimonia di chiusura dei GPSE con la maggior partecipazione di atleti, ha visto la partecipazione del Capo di Governo Albert Pintat, che ha posto l'accento sul contributo dei 1.400 volontari che hanno reso possibile lo svolgimento dei Giochi. Il testimone è passato a Monaco, organizzatore dei XII Giochi dei piccoli stati d'Europa.

### Paesi partecipanti
- Andorra
- Cipro
- Islanda
- Liechtenstein
- Lussemburgo
- Malta
- Monaco
- San Marino

### Sport
I Giochi maltesi coinvolsero discipline sportive nei seguenti 12 sport:
- Atletica leggera
- Beach volley
- Ciclismo
- Judo
- Nuoto
- Pallacanestro
- Pallavolo
- Taekwondo
- Tennistavolo
- Tennis
- Tiro a segno
- Tiro a volo

### Calendario
| ● | Cerimonia di apertura |  | Competizioni | ● | Finali | ● | Cerimonia di chiusura |

| Maggio/Giugno         | 30 Lun           | 31 Mar | 01 Mer | 02 Gio | 03 Ven | 04 Sab | Totale |   |
| --------------------- | ---------------- | ------ | ------ | ------ | ------ | ------ | ------ | - |
| Atletica leggera      | Atletica leggera |        | ●      |        | ●      |        | ●      |   |
| Beach volley          | Beach volley     |        | ●      | ●      | 1      | 1      |        | 2 |
| Ciclismo              | Ciclismo         |        | 1      |        |        | 1      | 1      | 3 |
| Judo                  | Judo             |        | ●      |        | 2      |        |        |   |
| Nuoto                 | Nuoto            |        | ●      | ●      | ●      | ●      |        |   |
| Pallacanestro         | Pallacanestro    |        | ●      | ●      | ●      | ●      | ●      |   |
| Pallavolo             | Pallavolo        |        | ●      | ●      | ●      | ●      | ●      |   |
| Taekwondo             | Taekwondo        |        |        |        |        | ●      | ●      |   |
| Tennis                | Tennis           |        | ●      | ●      | ●      | ●      | ●      |   |
| Tennistavolo          | Tennistavolo     |        | ●      | ●      | ●      | ●      | ●      |   |
| Tiro                  | Tiro             |        | ●      | ●      | ●      | ●      |        |   |
| Totale medaglie d'oro |                  |        |        |        |        |        |        |   |
| Cerimonie             | Cerimonie        | ●      |        |        |        |        | ●      |   |
| Maggio/Giugno         | 30 Lun           | 31 Mar | 01 Mer | 02 Gio | 03 Ven | 04 Sab | Totale |   |